# Gemmula hindsiana
Gemmula hindsiana é uma espécie de gastrópode do gênero Gemmula, pertencente a família Turridae.